# Andy Biggs
Andrew Steven Biggs, detto Andy (Tucson, 7 novembre 1958), è un politico statunitense, membro della Camera dei Rappresentanti per lo stato dell'Arizona dal 2017.

## Biografia
Dopo essere stato un membro del Parlamento statale dell'Arizona dal 2003 al 2011, Biggs si candida al seggio della Camera dei Rappresentanti del quinto distretto dell'Arizona nel 2016. Dopo aver vinto le primarie repubblicane per soli 27 voti contro l'imprenditrice di Phoenix Christine Jones, Biggs si impone nelle elezioni generali di novembre contro l'avversaria democratica Talia Fuentes con il 63,2% dei voti.